# Liste der Venuskrater/S
| Name        | Position          | ⌀       | Benannt nach                                                                                 |
| ----------- | ----------------- | ------- | -------------------------------------------------------------------------------------------- |
| Sabin       | 38,5° S, 85,3° W  | 33,1 km | Florence Rena Sabin (1871–1953), amerikanische Medizinerin                                   |
| Sabira      | 5,8° S, 120,1° W  | 15,7 km | tatarischer Vorname                                                                          |
| Safarmo     | 10,8° S, 161,4° O | 7,4 km  | tadschikischer Vorname                                                                       |
| Saida       | 28,2° N, 58° W    | 9,5 km  | arabischer Vorname                                                                           |
| Salika      | 5° S, 97,7° O     | 12,5 km | Vorname der Mari                                                                             |
| Samantha    | 45,6° N, 78,3° W  | 16,9 km | aramäischer Vorname                                                                          |
| Samintang   | 39° S, 80,7° O    | 25,9 km | Samintang (16. Jahrhundert), koreanische Dichterin                                           |
| Sandel      | 45,7° S, 148,3° W | 17,9 km | Cora Sandel (1880–1974), norwegische Schriftstellerin                                        |
| Sandi       | 68,1° S, 44,9° W  | 12,6 km | griechischer Vorname                                                                         |
| Sandugach   | 59,9° N, 143,5° O | 10 km   | tatarischer Vorname                                                                          |
| Sanger      | 33,8° N, 71,4° W  | 83,6 km | Margaret Sanger (1879–1966), US-amerikanische Krankenschwester und Frauenrechtlerin          |
| Sanija      | 33,1° N, 109° W   | 18 km   | tatarischer Vorname                                                                          |
| Saodat      | 2,9° S, 15,4° W   | 3,7 km  | usbekischer Vorname                                                                          |
| Sarah       | 42,4° S, 1,8° O   | 18,5 km | hebräischer Vorname                                                                          |
| Sartika     | 63,4° S, 67° O    | 18,7 km | Dewi Sartika (1884–1947), indonesische Pädagogin                                             |
| Sasha       | 38,3° N, 82,7° W  | 4,6 km  | russischer Vorname                                                                           |
| Saskia      | 28,6° S, 22,9° W  | 37,1 km | Saskia van Uylenburgh (1612–1642), Frau und Modell von Rembrandt van Rijn                    |
| Sayers      | 67,5° S, 130,2° W | 98 km   | Dorothy L. Sayers (1893–1957), englische Schriftstellerin                                    |
| Sayligul    | 73,6° N, 172,9° O | 4,3 km  | tadschikischer Vorname                                                                       |
| Scarpellini | 23,2° S, 34,6° O  | 27,1 km | Caterina Scarpellini (1808–1873), italienische Astronomin                                    |
| Seiko       | 21° S, 143,4° W   | 3,4 km  | japanischer Vorname                                                                          |
| Selma       | 68,5° N, 155,9° O | 11,4 km | keltischer Vorname                                                                           |
| Seseg       | 36,3° S, 47,4° W  | 9,8 km  | burjatischer Vorname                                                                         |
| Sévigné     | 52,6° N, 33,5° W  | 29,6 km | Marie de Rabutin-Chantal, Marquise de Sévigné (1626–1696), französische Schriftstellerin     |
| Seymour     | 18,2° N, 33,5° W  | 63 km   | Jane Seymour (1509–1537), englische Königin                                                  |
| Shakira     | 3° N, 146,4° W    | 17,6 km | baschkirischer Vorname                                                                       |
| Shasenem    | 44° S, 101,1° W   | 9 km    | turkmenischer Vorname                                                                        |
| Sheila      | 19,9° N, 50,2° O  | 5,6 km  | irisch-keltischer Vorname                                                                    |
| Shih Mai-Yu | 18,4° N, 41,1° W  | 22,3 km | Shi Meiyu (1873–1954), chinesische Ärztin                                                    |
| Shirley     | 31,5° N, 55,4° O  | 18 km   | englischer Vorname                                                                           |
| Shushan     | 43,8° S, 70,2° O  | 8,5 km  | armenischer Vorname                                                                          |
| Sidney      | 13,4° N, 160,4° W | 20,2 km | Mary Sidney (1561–1621), englische Schriftstellerin                                          |
| Sigrid      | 63,6° N, 45,6° W  | 16,2 km | skandinavischer Vorname                                                                      |
| Simbya      | 74,4° S, 130° O   | 4 km    | nganasanischer Vorname                                                                       |
| Simonenko   | 26,9° S, 97,6° O  | 31,9 km | Alla Nikolajewna Simonenko (Алла Николаевна Симоненко, 1935–1984), russische Astronomin      |
| Sirani      | 31,5° S, 129,6° W | 28,3 km | Elisabetta Sirani (1638–1665), italienische Malerin und Kupferstecherin                      |
| Sitwell     | 16,6° N, 169,6° W | 32,8 km | Edith Sitwell (1887–1964), britische Dichterin                                               |
| Solace      | 35,9° N, 42,8° W  | 5,3 km  | lateinischer Vorname                                                                         |
| Sophia      | 28,6° S, 18,8° O  | 17,6 km | griechischer Vorname                                                                         |
| Sovadi      | 44,8° S, 134,5° W | 12,4 km | Vorname der Khmer                                                                            |
| Stanton     | 23,3° S, 160,7° W | 107 km  | Elizabeth Cady Stanton (1815–1902), US-amerikanische Frauenrechtlerin                        |
| Stefania    | 51,3° N, 26,7° W  | 11,7 km | rumänischer Vorname                                                                          |
| Stein       | 30,1° S, 14,5° W  | 13,3 km | Gertrude Stein (1874–1946), US-amerikanische Schriftstellerin, Verlegerin und Kunstsammlerin |
| Steinbach   | 41,4° S, 103,1° W | 20,3 km | Sabina von Steinbach, deutsche Steinmetzin der Gotik                                         |
| Stina       | 37,4° N, 22,8° O  | 10,4 km | schwedischer Vorname                                                                         |
| Storni      | 9,8° S, 114,4° W  | 21,7 km | Alfonsina Storni (1892–1938), argentinische Dichterin                                        |
| Stowe       | 43,2° S, 126,8° W | 80 km   | Harriet Beecher Stowe (1811–1896), US-amerikanische Schriftstellerin                         |
| Stuart      | 30,8° S, 20,2° O  | 68,6 km | Maria Stuart (1542–1587), schottische Königin                                                |
| Suliko      | 9,6° N, 145,4° W  | 14,9 km | georgischer Vorname                                                                          |
| Sullivan    | 1,4° S, 110,9° O  | 32 km   | Anne Sullivan Macy (1866–1936), Lehrerin von blinden Kindern                                 |
| Surija      | 5,3° N, 178,2° O  | 15,3 km | aserbaidschanischer Vorname                                                                  |
| Susanna     | 6° N, 93,3° O     | 13,3 km | hebräischer Vorname                                                                          |
| Sveta       | 82,5° N, 86,8° W  | 21 km   | russischer Vorname                                                                           |